# Марк-Антуан Парсеваль
Марк-Антуан Парсеваль (фр. Marc-Antoine Parseval des Chênes; 27 квітня 1755, Розьєр-о-Салін, Франція — 16 серпня 1836, Париж, Франція) — французький математик.
Сформулював теорему Парсеваля.

## Біографія
Марк-Антуан Парсеваль народився в Розьер-о-Салин (нині в департаменті Мерт і Мозель) у Франції в аристократичній французькій сім'ї.
В 1795 році одружився з Урсулою Герійо (Ursule Guerillot), але невдовзі шлюб розпався.
Помер 16 серпня 1836 року в Парижі.

## Роботи
Його єдиними математичними публікаціями, очевидно є п'ять статей, опублікованих в 1806 році як «Mémoires présentés à l’Institut des Sciences, Lettres et Arts, par divers savants, et lus dans ses assemblées. Sciences mathématiques et physiques. (Savants étrangers)». Робота включала раніш опубліковані монографії:
1. «Mémoire sur la résolution des équations aux différences partielles linéaires du second ordre» [Архівовано 4 березня 2016 у Wayback Machine.] (5 мая 1798)
2. «Mémoire sur les séries et sur l’intégration complète d’une équation aux différences partielles linéaires du second ordre, à coefficents constants» (5 апреля 1799)
3. «Intégration générale et complète des équations de la propagation du son, l’air étant considéré avec ses trois dimensions» (5 июля 1801)
4. «Intégration générale et complète de deux équations importantes dans la mécanique des fluides» (16 августа 1803)
5. «Méthode générale pour sommer, par le moyen des intégrales définies, la suite donnée par le théorème de M. Lagrange, au moyen de laquelle il trouve une valeur qui satisfait à une équation algébrique ou transcendente»